# Hälltjärnen (Ramsele socken, Ångermanland)
Hälltjärnen är en sjö i Sollefteå kommun i Ångermanland och ingår i Ångermanälvens huvudavrinningsområde.